# Bolsa de Helsinki

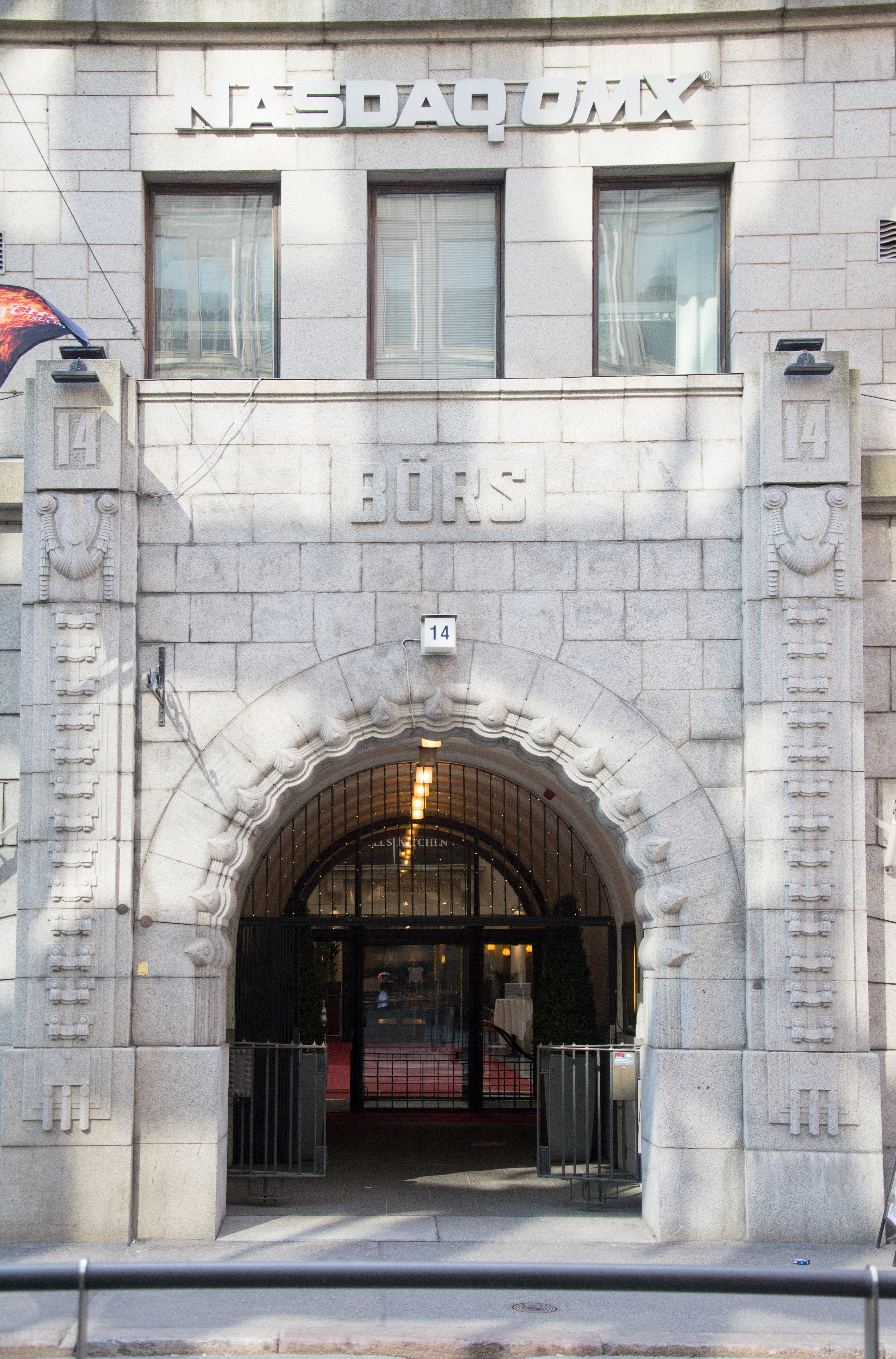
Bolsa de Helsinki

La Bolsa de Helsinki (en finés: Helsingin Pörssi, en sueco: Helsingforsbörsen) es una bolsa de valores con sede en Helsinki, Finlandia. Desde el 3 de septiembre de 2003, forma parte de Nasdaq Nordic, anteriormente denominada OMX. Tras la fusión con OMX, pasó a llamarse OMX Helsinki (OMXH) y, luego de la adquisición de OMX por NASDAQ en febrero de 2008, fue renombrada como NASDAQ OMX Helsinki. Actualmente, opera bajo el nombre de Nasdaq Helsinki,y su principal índice es el OMX Helsinki 25 (OMX-H25).

## Historia
La Bolsa de Helsinki vio su primera transacción el 7 de octubre de 1912. Desde entonces permaneció como una asociación financiera libre, hasta 1984, cuando se convirtió en una cooperativa operada en su mayoría por banqueros, comerciantes, otras compañías y asociaciones.
El 1 de abril de 1990 la bolsa adoptó un sistema digital: HETI (Sistema Automático de Comercio e Información de la Bolsa de Helsinki, por sus siglas en finés), el cual reemplazaba al tablero electro-mecánico introducido antes de 1935.
La cooperativa pasó a ser una compañía de responsabilidad limitada (Helsingin Arvopaperipörssi) en el otoño de 1995, y emergió con un gran número de accionistas a principios de 1997. Durante 1997 y 1998, la bolsa se convirtió en HEX. En noviembre de 1998, HEX se unió a Arvopaperikeskus para formar Helsinki Exchanges Group Plc, entonces se cambió el nombre de la bolsa al de HEX Plc en la primavera de 2001. 
El 3 de septiembre de 2003, HEX Plc se unió con OM AB, propietario de la Bolsa de Estocolmo, para convertirse en OM HEX. Un año después, la compañía cambió el nombre por el de OMX. 

## Índice de compañías en la Bolsa de Helsinki
A continuación se listan las empresas que cotizan en la Bolsa de Helsinki.
| - AffectoGenimap (AFE) - Aldata Solution Plc (ALD) - Alma Media Plc (ALM) - Amanda Capital Plc (AMC) - Amer Sports Plc (AME) - Aspo Plc (ASU) - Aspocomp Group Plc (ACG) - Atlas Copco AB (ATC) - Atria Yhtymä Plc (ATR) - Basware Plc (BAS) - Beltton-Yhtiöt Plc (BEL) - Benefon Plc (BNF) - Biohit Plc (BIO) - Biotie Therapies Plc (BTH) - Birka Line Abp (BIR) - Capman Plc (CPM) - Cargotec Plc (CGC) - Cencorp Plc (CNC) - Citycon Plc (CTY) - Componenta Plc (CTH) - Comptel Plc (CTL) - Done Solutions Plc (DSO) - Efore Plc (EFO) - Elcoteq Network Plc (ELQ) - Elecster Plc (ELE) - Elektrobit Group Plc (EBG) - Elisa Plc (ELI) - Endero Plc (ENE) - EQ Online Plc (EQO) - E. ON Finland Plc (EON) - Etteplan Plc (ETT) - Evia Plc (EVI) - Evox Rifa Group Plc (ERG) - Exel Plc (EXL) - Finnair Plc (FIA) - Finnlines Plc (FLG) - Fiskars Plc Abp (FIS) - Fortum Plc (FUM) - F-Secure Plc (FSC) - HK Ruokatalo Plc (HKR) - Honkarakenne Plc (HON) - Huhtamäki Plc (HUH) - Ilkka-Yhtymä Plc (ILK) - Incap Plc (INC) - Interavanti Plc (INT) - Jaakko Pöyry Group Plc (JPG) - Julius Tallberg-Kiinteistöt Plc (JTK) - Kasola Plc (KAS) - KCI Konecranes Plc (KCI) - Kekkilä Plc (KEK) - Kemira Plc (KRA) - Kemira GrowHow Plc (KGH) - Keskisuomalainen Plc (KSL) - Kesko Plc (KES) - Kesla Plc (KEL) - Koné Plc (KON) - Kylpyläkasino Plc (KYP) - Larox Plc (LAR) - Lassila & Tikanoja Plc (LAT) - Lemminkäinen Plc (LEM) - Leo Longlife Plc (LEO) - Lännen Tehtaat Plc (LTE) - Marimekko Plc (MMO) - Martela Plc (MAR) - Metso Plc (MEO) - Metsä Board Plc (MRL) - Neomarkka Plc (NEO) - Neste Oil Plc (NES) - Nokia Plc (NOK) - Nokian Renkaat Plc (NOR) - Nordea AB (NDA) - Nordic Aluminium Plc (NOA) - Norvestia Plc (NVA) | - Okmetic Plc (OKM) - OKO Osuuspankkien Keskuspankki Plc (OKO) - OMX AB (OMH) - Olvi Plc (OLV) - Orión Group Plc (ORN) - Outokumpu Plc (OUT) - Panostaja Plc (PAN) - Perlos Plc (POS) - PKC Group Plc (PKC) - Pohjois-Karjalan Kirjapaino Plc (PKK) - Pohjola-Yhtymä Plc (POH) - Ponsse Plc (PON) - Proha Plc (ART) - QPR Software Plc (QPR) - Raisio Group Plc (RAI) - Rakentajain Konevuokraamo Plc (RAK) - Ramirent Plc (RMR) - Rapala VMC Plc (RAP) - Rautaruukki Plc (RTR) - Raute Plc (RUT) - Rocla Plc (ROC) - Ruukki Group Plc (RUG) - Danske Bank Plc (SAM) - Sandvik AB (SDK) - Sanoma Plc (SWS) - Satama Interactive Plc (SAT) - Scanfil Plc (SCF) - Securitas AB (SEC) - Sentera Plc (SNR) - Skandia Försäkringsab (SDI) - Skandinaviska Enskilda Banken AB (SEB) - Solteq Plc (SOL) - Soprano Plc (SNO) - Sponda Plc (SDA) - SSH Communications Security Plc (SSH) - SSK Suomen Säästäjien Kiinteistöt Plc (SSK) - Stockmann Plc Abp (STO) - Stonesoft Plc (SFT) - Stora Enso Plc (STE) - Stromsdal Plc (STM) - Suomen Helasto Plc (SHE) - Suominen Yhtymä Plc (SUY) - Svenska Handelsbanken AB (HBA) - SysOpen Digia Plc (SYS) - Talentum Plc (TTM) - Tamfelt Plc Abp (TAF) - Technopolis Plc (TPS) - Tecnomen Plc (TEM) - Tekla Plc (TLA) - Telefonaktiebolaget LM Ericsson (ERI) - Teleste Plc (TEL) - TeliaSonera AB (TLS) - Tervakosken Puuhamaa Plc (TEP) - TietoEnator Plc (TIE) - Tieto-X Plc (TIX) - TJ Group Plc (TJT) - Tulikivi Plc (TUL) - Turkistuottajat Plc (TUR) - Turvatiimi Plc (TUT) - UPM-Kymmene Plc (UPM) - Uponor Plc (UNR) - Vaahto Group Plc Plc (WAT) - Vacón Plc (VAC) - Vaisala Plc (VAI) - Viking Line Abp (VIK) - Wärtsilä Plc Abp (WRT) - YIT-Yhtymä Plc (YTY) - Yleiselektroniikka Plc (YLE) - Ålandsbanken Abp (ALB) |